# União Desportiva de Lagoas
A União Desportiva de Lagoas, clube sediado na freguesia de Nevogilde, foi formado em 1978, transição feita do antigo clube, União Desportivo da Tapada, fundado em 1932.
A União Desportiva de Lagoas foi a primeira equipa do concelho de Lousada a entrar na Associação do Porto, na altura intitulada de União Desportiva da Tapada, em vez de União Desportiva de Lagoas. O clube esteve no campeonato do INATEL, no Porto, na década de 90.
Atualmente a equipa Sénior Masculina participa na 1ª Divisão da AF Porto.

## História

### 2002 - 2013
Durante cerca de 10 anos, o clube competiu no Campeonato Amador de Paredes, onde chegou inclusivamente a ser campeão em 2006/07.
A antiga equipa sénior feminina participou no Campeonato da Federação de Futebol Amador do Concelho de Penafiel (FFACP), onde chegou a conquistar também o primeiro lugar.

### 2013 - 2016
Depois de participarem por muitos anos no Campeonato Amador de Paredes, a equipa participou no Campeonato Amador de Lousada, organizado pela AFAL (Associação de Futebol Amador de Lousada), até ao final da época 2015/16.
Em 2015/2016 a UD Lagoas participou nas provas da AF Porto, representada por equipas de formação, desde o escalão de Petizes (Sub-6) até aos Juvenis (Sub-17).

### 2016 - 2019
Na época 2016/2017 a equipa Sénior também se inscreveu para participar nas provas da Associação de Futebol do Porto (AFP).
Ao mesmo tempo, também era criada a formação para o Futebol Feminino, surgindo uma equipa feminina de Juniores (Sub-19), que já se haviam juntado na época anterior para realizar alguns jogos amigáveis com outras equipas Femininas Sub-19 que se estavam também a formar em Lousada e arredores,
A equipa Feminina Sub-19, participou no Campeonato Nacional Feminino de Juniores durante 2 anos, praticando futebol de 9 e realizando os seus jogos na condição de visitado no Complexo Desportivo de Lousada.
Depois de alguns anos sem equipa sénior feminina, em 2017/2018 o clube viu-se novamente representado nesse escalão, participando no Campeonato Nacional II Divisão Feminino.
Também em 2017/18 o clube viu-se representado pela primeira vez por uma equipa de Juniores Sub-19 Masculinos, que participou nas provas da AF Porto durante 2 anos, tendo conseguido na primeira época um 4º lugar na Taça Complementar Sub-19 da AF Porto, que se realiza depois do fim do Campeonato.

### 2019 - 2022
A época 2019/2020 foi marcada pelo aparecimento da COVID-19, o que provocou a paragem de todos os campeonatos de futebol, por razões de segurança e de forma a se cumprir o confinamento obrigatório. Nesta época o clube fez várias contratações de jogadores mais experientes, mas contratou sobretudo jovens, uns saltavam da formação para a equipa principal e outros vinham da formação de outros clubes, alguns já tinham feito parte da formação no clube. Apesar disso o clube não conseguiu tão bons resultados como seria esperado. O campeonato terminou na jornada 25 (a 9 jornadas do fim), nessa altura o clube ocupava o 14º lugar com 27 pontos.
Na época seguinte, em 2020/2021, o mesmo cenário voltou a repetir-se, devido a uma evolução muito rápida da pandemia o campeonato foi interrompido ainda antes do fim do ano de 2021, à 9ª jornada. Posteriormente a AF Porto reorganizou as séries e, no que diz respeito à segunda divisão, foram criadas nove séries de 3/4 equipas, onde os dois primeiros iriam jogar a fase final de modo a saber-se o campeão e os promovidos à 1ª divisão. O clube não participou na retoma.
A época de 2020/2021 fica marcada pela inscrição da equipa de veteranos nas competições da AF Porto, fazendo jus a uma merecida federação da equipa em competições oficiais, depois de vários anos a fazem jogos amigáveis contra outras equipas veteranas de forma a promover o desporto e fair-play.
Depois de um ano sem formação de Juvenis - Sub17, em 2021/2022 a equipa viu-se novamente representada neste escalão, a equipa participou novamente na 2ª Divisão da AF Porto, numa competição marcada também pela paragem devido à pandemia provocada pela COVID-19. O campeonato previsto para começar a 15 de Novembro de 2022 apenas começou a 15 de maio. A equipa terminou em 4º lugar numa série onde participaram 9 equipas, fazendo jogos em apenas uma volta.

### 2022 - 2025
Na época 2022/2023, a equipa sénior conseguiu a sua melhor classificação no campeonato AF Porto depois da participação nos campeonatos amadores, tendo conseguido o 12º lugar num campeonato com 18 equipas, tendo amealhado 36 pontos, com 9 vitórias, 9 empates e 16 derrotas.
Em 2024/2025, depois de 2 anos, o clube viu-se novamente representado nas provas da AF Porto por uma equipa de Juniores - Sub19, cujo campeonato ainda está a decorrer. Este facto deveu-se à subida de escalão dos anteriores Sub17, fazendo com que nesta época não houvesse representação da equipa de Juvenis - Sub17.
A época de 2024/2025 foi uma época atípica para o clube que se viu obrigado a "andar com a casa às costas" devido a falta de condições das suas infraestruturas. A equipa sénior, bem como a formação, realizaram maior parte dos jogos no Complexo Desportivo de Lousada e também no Parque Desportivo de Bitarães, em Paredes. 

## Escalões
Durante a sua história, o clube já se viu representado nas provas oficias da AFP ou da FPF nos seguintes escalões:
Futebol de 11:
- Seniores
- Juniores A Sub-19
- Juniores B Sub-17
- Juniores C Sub-15
- Juniores C Sub-14
- Juniores D Sub-13
- Seniores Feminino
- Veteranos

Futebol de 9:
- Juniores A Sub-19 Feminino

Futebol de 7
- Juniores D Sub-12
- Juniores E Sub-11

Futebol de 5:
- Juniores F Sub-9

## Estatísticas
| ÉPOCA     | COMPETIÇÃO                               | CLASSIFICAÇÃO   | PONTOS          | OBSERVAÇÕES |
| --------- | ---------------------------------------- | --------------- | --------------- | --- |
| 2016/17   | AF Porto 2ª Divisão Série 3              | 11º             | 18              | |
| 2016/17   | AF Porto Taça Brali 2ª Divisão Grupo XXI | 2º              | 4               | O 1º classificado seguia para a fase final. |
| 2017/18   | AF Porto 2ª Divisão Série 2              | 15º             | 28              | |
| 2017/18   | Taça AF Porto 2ª Divisão                 | 1ª Eliminatória | 1ª Eliminatória | Eliminatórias para os clubes participantes na 2ª Divisão. Equipa eliminada na 1ª eliminatória.                                                                          |
| 2018/19   | AF Porto 2ª Divisão Série 2              | 15º             | 28              | |
| 2018/19   | Taça AF Porto                            | 2ª Eliminatória | 2ª Eliminatória | Prova com 4 eliminatórias, depois fase final a começar nos oitavos de final Equipa eliminada na 2ª eliminatória.                                                        |
| 2019/20   | AF Porto 2ª Divisão Série 2              | 14º             | 27              | Campeonato terminado na jornada 25, devido à evolução da pandemia Covid-19 em Portugal.                                                                                 |
| 2019/20   | Taça AF Porto                            | 1ª Eliminatória | 1ª Eliminatória | Prova com 4 eliminatórias, depois fase final a começar nos oitavos de final.                                                                                            |
| 2020/21   | AF Porto 2ª Divisão Série 2              | 11º             | 3               | A competição não chegou a terminar devido à evolução da pandemia Covid-19 em Portugal. No momento da paragem a equipa tinha 7 jogos realizados e 3 pontos conquistados. |
| 2020/21   | AF Porto 2ª Divisão - Fase Final         |                 |                 | A equipa não participou na Fase Final da Prova onde se jogava o Acesso à 1ª Divisão.                                                                                    |
| 2020/21   | Taça AF Porto                            | 1ª Eliminatória | 1ª Eliminatória | Prova com 4 eliminatórias, depois fase final a começar nos oitavos. Equipa eliminada na 1ª eliminatória.                                                                |
| 2021/22   | AF Porto 2ª Divisão Série 2              | 15º             | 14              | |
| 2021/22   | Taça AF Porto                            | 1ª Eliminatória | 1ª Eliminatória | Prova com 4 eliminatórias, depois fase final a começar nos 1/16 de final. Equipa eliminada na 1ª eliminatória.                                                          |
| 2022/23   | AF Porto 2ª Divisão Série 3              | 12º             | 36              | |
| 2022/23   | Taça AF Porto                            | 1ª Eliminatória | 1ª Eliminatória | Prova com 4 eliminatórias, depois fase final a começar nos oitavos de final. Equipa eliminada na 1ª eliminatória.                                                       |
| 2023/2024 | AF Porto 1ª Divisão Série 3              | 15º             | 26              | Devido a uma restruturação das provas AF Porto, a 1ª divisão passou a ser a divisão mais baixa dos campeonatos distritais.                                              |
| 2023/2024 | Taça AF Porto                            | 2ª Eliminatória | 2ª Eliminatória | Prova com 4 eliminatórias, depois fase final a começar nos oitavos de final. Equipa eliminada na 2ª eliminatória.                                                       |